# Callionymus australis
 Callionymus australis és una espècie de peix de la família dels cal·lionímids i de l'ordre dels cipriniformes que es troba al nord-oest d'Austràlia.